# Macrocolus martinorum
Macrocolus martinorum là một loài ruồi trong họ Asilidae. Macrocolus martinorum được Artigas & Papavero miêu tả năm 1988. Loài này phân bố ở vùng Tân nhiệt đới.